# Toño Salazar
Antonio Salazar (Santa Tecla, 1 de junio de 1897 - 31 de diciembre de 1986) fue un caricaturista, ilustrador y diplomático salvadoreño. Su obra alcanzó un alto reconocimiento en la primera mitad del siglo XX. Enrique Gómez Carrillo lo llamó alguna vez «el príncipe de los caricaturistas». Fue primo hermano de Salarrué. Henri Cartier-Bresson lo fotografió muy joven en París. Algunos de sus grabados, con otros de Picasso y Miguel Covarrubias, se conservan en la colección Gudiol de la Biblioteca del Congreso de Estados Unidos. Alfonso Reyes, Luis Cardoza y Julio Cortázar lo recordaron como un renovador de la caricatura.

## Su vida
Antonio “Toño” Salazar nació el 1 de junio de 1897.  Existen discrepancias sobre su lugar y fecha de nacimiento. Fuentes como El Diario de Hoy, El Faro Net, Museo Marte, dicen que nació en Guatemala. Por otro lado, fuentes como: Wikipedia, Ecured, El Salvador mi país, afirman que nació en Santa Tecla, El Salvador. Unas fuentes dicen que nació el 1 de junio y otras fuentes fijan el 1 de julio. Pero todos están de acuerdo en que nació en 1897.en Santa Tecla, El Salvador. A los cuatro años quedó huérfano de padre y madre y vivió con algunas penurias bajo la protección del obispo de San Salvador, monseñor Adolfo Pérez y Aguilar, quien era primo de su madre.[cita requerida]
El genio de la cancatura nació en el hogar de los emprendedores salvadoreños Salvador Salazar Angulo y Mercedes Morales Villaseñor, a finales del siglo XIX. Su madre le dio a luz estando en la vecima Guatemala, a las 6.30 de la mañana del 1 de julio de 1897, donde también fue bautizado, el 2 de febrero de 1898. Debido a los negocios de su padre, la familia se veía obligada a cambiar de domicilio constantemente. 

## Inicios
Sus creaciones fueron criticadas por su tono político e ilustraciones genéricas. Logró mostrar su obra en el Teatro Colón de Santa Ana en 1919 Amigos con influencia en las esferas gubernamentales de la época lograron conseguirle una beca para realizar estudios en México, lo cual lograron, y el joven artista  se embarcó hacia allá en 1920.
Ya en ese país estudió en la Escuela Nacional de Bellas Artes. Aprendió los elementos básicos del arte precortesiano, el cual, junto con el cubismo parisino, influirían en su obra. Participó de la bohemia de la ciudad y publicó caricaturas en El Universal, La Falange, Zig-Zag y El Heraldo. Sin embargo, su destino lo llevaría a la ciudad que en ese tiempo tenía una intensa actividad artística: París.

## En París
Llega a la Ciudad Luz en 1923. Se instala en el bulevard Montparnasse, sitio de artistas y bohemios a los cuales Salazar se incorporó sin dificultad. Su pluma retrató los protagonistas de aquellos años, entre ellos Picasso y James Joyce, a quienes caricaturizaba con sus manías. A un año de su llegada a la urbe, la beca obtenida tiempo atrás le fue retirada.
Tuvo un breve periodo en Nueva York (1930), invitado por Carmen Gallardo, quien sería su futura esposa. Allí publicó en diversas revistas de prestigio, entre ellas Vanity Fair. Tiempo después volvió a París.

## En Sudamérica
En 1934 trató de formar parte de la llamada "Expedición México - Buenos Aires", que pretendía ser una investigación de diversas áreas científicas y culturales a lo largo de América Latina, pero el financiamiento para la ambiciosa obra no se consiguió.
Llegó a Buenos Aires en 1935 pues tenía oferta de trabajo en el periódico La Razón. También realizó ilustraciones para obras clásicas como Ali Babá y los cuarenta ladrones y en publicaciones como Caras y Caretas y Saber Vivir. De su paso por Buenos Aires, el Museo del Dibujo y la Ilustración atesora originales de sus ilustraciones, que habitualmente expone en sus exposiciones temáticas. 
Por los acontecimientos de la guerra civil española, y la Segunda Guerra Mundial, Salazar lanzó sus sátiras a los dictadores de la época tales como Mussolini y Francisco Franco. Sobre éste sobresalen las ilustraciones para el libro de Rafael Alberti: Las Coplas de Juan Panadero. También retrató a Hitler y Perón. Con este último se metió en problemas al punto que la policía lo obligó a abandonar el país en 1945. Después de este incidente se dirigió a Uruguay. Allí, en 1950, logró el cargo de cónsul de El Salvador a través de un amigo, En 1953, después de más de treinta años de ausencia, regresa al país que lo vio nacer. A mitad de esa década comenzó a aquejarle la enfermedad de Párkinson por fumar Tabaco. 

## Últimos años
Salazar duró casi veinte años en la carrera diplomática. En 1972 regresó nuevamente a El Salvador terminando su labor gubernamental, pero no caló en el ambiente cultural al ser visto con desconfianza . Debido a su enfermedad tenía que amarrarse el lápiz a los dedos para continuar dibujando. Para coronar su vida, en 1978 recibió el Premio Nacional de Cultura. Murió el 31 de diciembre de 1986 en la ciudad salvadoreña de Santa Tecla.
El proceso de creación de su caricaturas es descrito por él mismo: 

Los dibujos nacieron, aparecieron, en los mármoles de las mesas de los Cafés; en los manteles manchados de vino; en pedazos de papel secante y sobres ajados y melancólicos...En mis bolsillos se amontonaban fragmentos de ojos ilustres; rayas para la luz de una pupila, viva o desmayada; párpados; labios jugosos o tristes; orejas...cuerpos redondos o largos; dedos sensibles o garras voraces; auras amargas o alegres...